# Haplochthonius baobab
Haplochthonius baobab är en kvalsterart som först beskrevs av Sandór Mahunka 1992.  Haplochthonius baobab ingår i släktet Haplochthonius och familjen Haplochthoniidae. Inga underarter finns listade i Catalogue of Life.